# Distretto di Geita
Il distretto di  Geita è un distretto della Tanzania situato nella regione di Geita. È suddiviso in 37 circoscrizioni (wards) e conta una popolazione di 1 035 214 abitanti (censimento 2022)

## Suddivisione amministrativa
Il distretto è diviso nelle seguenti circoscrizioni (wards), tra parentesi gli abitanti (censimento 2022):
1. Bugalama (1 844)
2. Bugulula (31 397)
3. Bujula (11 715)
4. Bukoli (22 442)
5. Bukondo (17 485)
6. Bulela
7. Bung'wangoko
8. Busanda (23 543)
9. Butobela (20 187)
10. Butundwe (9 513)
11. Chigunga (11 602)
12. Ihanamilo
13. Isulwabutundwe (14 246)
14. Izumacheli (5 627)
15. Kagu (20 692)
16. Kakubilo (4 224)
17. Kalangalala (99 795)
18. Kamena (14 811)
19. Kamhanga (18 264)
20. Kaseme (21 091)
21. Kasamwa
22. Katoma (11 609)
23. Katoro (92 192)
24. Lubanga (13 812)
25. Ludete (106 768)
26. Lwamgasa (72 133)
27. Lwezera (30 204)
28. Magenge (17 353)
29. Mtakuja
30. Nkome (43 768)
31. Nyachiluluma (15 718)
32. Nyakagomba (24 028)
33. Nyakamwaga (2 562)
34. Nyalwanzaja (1 267)
35. Nyamalimbe (20 241)
36. Nyamboge (11 779)
37. Nyamigota (32 372)
38. Nyamwilolelwa (29 072)
39. Nyanguku
40. Nyarugusu (55 375)
41. Nyaruyeye (1 583)
42. Nyawilimilwa (43 795)
43. Nzera (27 269)
44. Senga (30 311)